# Nicolai Suleimanov
Nicolai Suleimanov (en rus: Николай Сулейманов) va ser un criminal txetxè, també conegut amb el sobrenom de Khoza, que fou destacat membre de l'Obsxina, una màfia txetxena que va actuar a Moscou a partir dels anys 80. Nascut al Kazakhstan el 1955, es va a traslladar a Moscou el 1980. La seva organització va arribar a controlar parts importants de la ciutat, i a principis dels anys 90 va entrar en conflicte amb diverses faccions de les màfies russes, com Sólntsevskaia. L'activitat criminal de Suleimanov va estar relacionada amb delictes violents com segrestos, robatoris, tràfic de persones, blanqueig de capital o contraban de tabac. L'any 1993, va viatjar a Grozni per participar en l'intent de l'oposició d'enderrocar el President de la independentista República Txetxena d'Itxkèria, participant en violents enfrontaments on va lluitar al costat de Ruslan Labazànov. Un any més tard, va morir assassinat a Moscou.